# Унфердорбен, Отто
Отто Унфердорбен (нем. Otto Unverdorben, 13 октября 1806, Даме — 28 ноября 1873, там же) — немецкий бизнесмен и фармацевт, известный, как открыватель анилина в 1826 году.

## Биография
Отто Унфердорбен был сыном богатых купцов. Школьное образование он получил в Дрездене, затем изучал химию в Галле, Лейпциге и Берлине. Его специальностью была сухая перегонка органических веществ. В 1826 году, в возрасте двадцати лет, он впервые открыл анилин, очень важный для лакокрасочной и пластмассовой промышленности, пиролитической перегонкой из природного индиго.
Краситель индиго, разлагался во время перегонки. Отто Унфердорбен, назвал продукт «кристаллины» из-за способности образовывать кристаллические соединения с кислотами. Термин «Анилин» не был в Отто Унфердорбена. Лишь в 1840 году немецким химиком Карлом Фрицше, который работал в Петербурге, после перегонки раствора индиго с раствором гидроксида калия продукт получил название «Анилин» Отто Унвердорбен проложил путь для новой отрасли. Некоторые известные химические компании до сих пор называются его открытия в своем имени (BASF = «баденская анилиновая и содовая фабрика», Agfa = «Компания по производству анилина»).
В 1829 году Отто Унфердорбен унаследовал магазин своих родителей в своем родном городе Даме, и с тех пор больше не занимался химическими исследованиями. Его заслугой для экономики города Даме было введение сигарной промышленности, которая обеспечивала доход значительной части населения на протяжении более 100 лет. Однако сам Отто Унвердорбен был некурящим.
В 1833 году он приобрел усадьбу Глиеныг (примерно в 12 км от Даме), а также стал покровителем местной школы.

## Память
Средняя школа Отто Унфердорбен в Даме носит его имя.